# Thomas Kirk (artiste)
Thomas Kirk, né le 17 octobre 1765 et mort le 18 novembre 1797 à Londres, est un artiste anglais réputé, illustrateur de livres et graveur de la fin du XVIIIe siècle. 

## Biographie
Élève de Richard Cosway, Kirk expose la première de ses 25 œuvres à la Royal Academy en 1785, et créé de nombreuses gravures célèbres basées soit sur son propre travail, soit sur des œuvres, entre autres, d'Angelica Kauffman, de Richard Westall et de Sir Joshua Reynolds. 
Bien qu'il ait illustré les saisons de James Thomson en 1793, c'est Cooke qui l'emploie le plus régulièrement pour ses éditions d'œuvres littéraires célèbres. Cooke's Pocket Edition of English Poets (1796-8) est particulièrement populaire, et les illustrations de Kirk impressionnent bon nombre de ses contemporains. Edward Dayes dit de lui : « Il est passé comme un météore dans le territoire de l'art ». 
Ses dessins originaux sont rares, souvent en format ovale, et doivent beaucoup à l'influence de Kauffman. Le dessin est de la plus haute qualité et certains de ses tableaux sont décrits comme "ornementés" par R. W. Satchwell, qui dessine parfois les contours. 
Sa carrière prometteuse est interrompue par la maladie. Travaillant jusqu'à la fin de sa vie, il meurt en 1797 de la tuberculose, après avoir exposé ses dernières œuvres (Evening et A Dream) à la Royal Academy l'année précédente. Sa dernière adresse connue est 8 Judd Place West, New Road (renommée Euston Road en 1857), à Londres.